# Пас Бараона, Мигель
Мигель Пас Бараона (исп. Miguel Paz Barahona; 3 сентября 1863, Пиналехо, департамент Санта-Барбара — 11 ноября 1937, Сан-Педро-Сула) — политический и государственный деятель Гондураса, президент Гондураса с 1 февраля 1925 по 1 февраля 1929 года. Председатель Национального конгресса Гондураса (1933—1934), медик, хирург.

## Биография
Изучал медицину и хирургию в Университете Сан-Карлос (Гватемала) до 1891 года.
Член Национальной партии Гондураса.
Партия выдвинула его своим кандидатом в президенты в 1924 году. Другая крупная политическая партия, Либеральная партия Гондураса (PLH), отказалась выдвинуть кандидата, что привело к победе Бараоны на выборах с 99 процентами голосов. В 1929 году его сменил Висенте Мехиа Колиндрес из Либеральной партии после выборов, на которых произошла почти беспрецедентная мирная передача власти от одной партии к другой.
Занимал пост президента Гондураса с 1 февраля 1925 по 1 февраля 1929 года.
Его президентство ознаменовало начало сравнительной стабильности в Гондурасе, которая длилась три десятилетия после потрясений первой четверти века.
Инициировал принятие указа о широкой амнистии. Выступал за снижение зарплат депутатам и госслужащим. Конгресс принял Закон о муниципалитетах и политическом режиме, закон о Высшей счетной палате и Закон о выходе на пенсию учителей начальной школы. При нём гарантировалось возвращение политических эмигрантов и была достигнута договоренность о списании долга с Англией. Вместе с тем, осуществлялось преследование журналистов и граждан, выступающих против безоговорочного союза с США.